# La commedia di Dio
La commedia di Dio (A comédia de Deus) è un film del 1995 diretto da João César Monteiro.
È il secondo capitolo di una trilogia cinematografica incentrata sulla surreale figura di João de Deus (il "Deus" del titolo per l'appunto), interpretato dallo stesso regista e sceneggiatore, iniziata con Ricordi della casa gialla (Recordações da Casa Amarela, 1989) e conclusasi con Lo sposalizio di Dio (As Bodas de Deus, 1999). 
Nel 1995 ha vinto il Leone d'argento - Gran premio della giuria alla 52ª Mostra internazionale d'arte cinematografica di Venezia.

## Trama
Il film è il diario puntiglioso e grottesco di João de Deus, un anziano gelataio che ha due passioni: collezionare peli pubici femminili e coinvolgere in eccitanti abluzioni le giovani commesse del proprio negozio.

## Edizione italiana
Uscito nei cinema italiani nell'aprile 1996 (dopo l'estemporaneo passaggio al Festival del Cinema di Venezia, nel settembre 1995). Doppiaggio a cura della CDL (Compagnia Doppiatori Liberi). Dialoghi di Elisabetta Bucciarelli e direzione di doppiaggio di Rodolfo Bianchi (assistente: Viviana Barbetta).

## Edizioni video
In Italia è uscito in dvd nel febbraio 2008 per la Dolmen Home Video. Negli Stati Uniti per la Image Entertainment. In Portogallo il 27 gennaio 2004 per la Madragoa Filmes all'interno dell'opera omnia del regista.

## Riconoscimenti
- 52ª Mostra internazionale d'arte cinematografica di Venezia
  - Leone d'argento